# Генрих (маркиз Нейстрии)
Генрих (фр. Henri ; умер 28 августа 886) — правитель Нормандской Нейстрийской марки с 884 по 886 год, погибший при осаде Парижа викингами.

## Биография

### Ранние годы
Точная родословная Генриха неизвестна, но предполагается, что он был сыном (или внуком) графа Грапфельда Поппо I. Согласно «Фульдским анналам», у Генриха был брат Поппо, герцог Тюрингии.
В том же источнике сообщается, что в 866 году Генрих командовал войсками короля восточного франков Людовика II Немецкого в его войне против собственного сына Карломана Баварского.
Кроме того, в 871 году Генрих признал себя вассалом (vassallus) Людовика II Немецкого, а в 880 году вместе с королём западных франков Людовиком III Младшим и Адалардом Сенешалем сразился с войсками Гуго Лотарингского под командованием Теобальда Арльского и выиграл кровавую битву, убив нескольких врагов.
В 882 году Генрих в междоусобице саксов и тюрингов помог своему брату Поппо II покорить южную Тюрингию, а в 883 году столкнулся с викингами у Прюма и одержал победу.
В начале 885 года Генрих заманил в засаду Гуго Лотарингского, который был взят в плен и по приказу своего двоюродного брата, императора Карла III Толстого, ослеплён и заключен в Прюмское аббатство, где вскоре умер.

### Маркграф Нейстрии
После смерти в Руане маркиза Рагенольда летом 885 года Генрих был награждён титулом маркграфа Нейстрии для борьбы с набегами викингов.
Генрих умер в 886 году во время осады Парижа викингами, и его смерть упоминается в некрологах Фульдского аббатства. Генрих был похоронен в аббатстве Святого Медарда в Суассоне. Титул маркиза Нейстрии Карл III Толстый передал Беренгеру II.

### Семья
Если верить франкским анналам, Генрих был женат на Ингельтруде, дочери маркграфа Эбергарда Фриульского и Гизелы, дочери Людовика Благочестивого. Он имел четырёх детей:
- Хедвига (около 850—903) — жена Оттона I Сиятельного, мать Генриха I Птицелова.
- Адальберт (? — 906)
- Адалард (? — 903)
- Генрих (? — около 903, пал в бою)